# برلینگتون (ایلینوی)
برلینگتون (به انگلیسی: Burlington) یک روستا در ایالات متحده آمریکا است که در ایلینوی واقع شده‌است. برلینگتون ۱۸٫۴۳ کیلومتر مربع مساحت و ۶۱۸ نفر جمعیت دارد.